# Anthura gracilis
Anthura gracilis là một loài chân đều trong họ Anthuridae. Loài này được Montagu miêu tả khoa học năm 1808.